# 莱谢日
莱谢日（法語：Les Sièges，法語發音：[le sjɛʒ]）是法国勃艮第-弗朗什-孔泰大区约讷省的一个市镇，属于桑斯区。

## 地理
莱谢日（48°10'48"N, 3°31'7"E）面积23.59 平方千米，位于法国勃艮第-弗朗什-孔泰大區约讷省，该省份为法国中北部内陆省份，西接卢瓦雷省，西北接塞纳-马恩省，南至涅夫勒省，东临科多尔省，东北与奥布省接壤。
与莱谢日接壤的市镇（或旧市镇、城区）包括：瓦讷河畔富瓦西、沃德尔、库卢尔、弗拉西、莫利农、莱瓦莱德拉瓦讷。

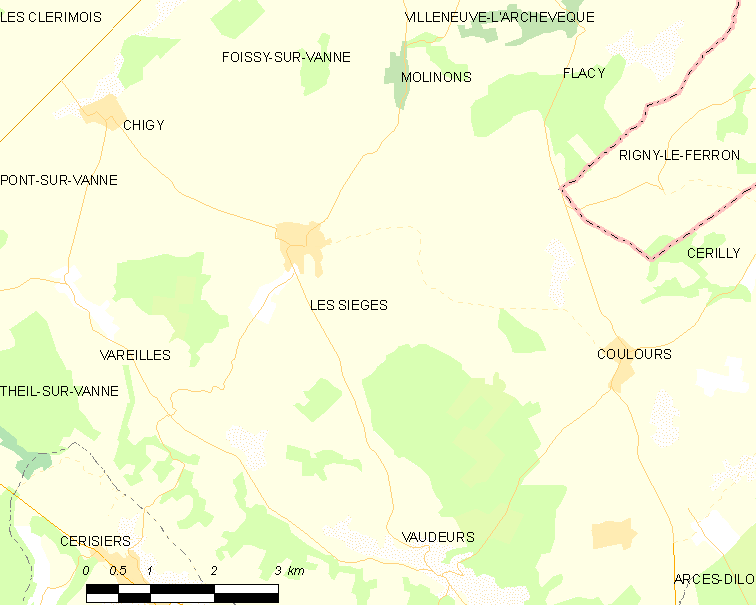
莱谢日的OSM定位图

莱谢日的时区为UTC+01:00、UTC+02:00（夏令时）。

## 行政
莱谢日的邮政编码为89190，INSEE市镇编码为89395。

## 政治
莱谢日所属的省级选区为阿尔芒松河畔布列农县。

## 人口

1962-2008年间莱谢日人口变化图示

莱谢日于2022年1月1日时的人口数量为427人。